# Alexander Puhrer
Alexander Karl Puhrer (geb. in Wien) ist ein österreichischer Opernsänger (Bariton).

## Leben
Alexander Puhrer wuchs in Wien auf und wurde in den USA ausgebildet. Puhrer ist Preisträger zahlreicher Gesangswettbewerbe, u. a. beim Internationalen Wettbewerb für Liedkunst, Stuttgart und beim Internationalen Mozartwettbewerb in Salzburg. Sein Repertoire umfasst an die fünfunddreißig Opern- und Operettenpartien sowie zahlreiche Lieder und Oratorien. 
Seine Karriere begann in den USA, u. a. als Figaro, Marcello, Almaviva und Sid. Eines seiner ersten Orchesterkonzerte fand unter der Leitung von Seiji Ozawa statt. Die ersten drei Jahre seiner künstlerischen Laufbahn in Europa war Puhrer Ensemblemitglied der Oper Graz. Dort sang er einige seiner Paraderollen (Almaviva, Papageno, Malatesta, Harlekin, Graf Eberbach) unter der Leitung von Dirigenten wie Philippe Jordan, Karel Mark Chichon und Arnold Östman. Weitere Engagements führten den in Wien lebenden Künstler unter anderem an das Grand Théâtre de Genève, das Theater an der Wien, den Wiener Musikverein, das Wiener Konzerthaus, das Haus für Mozart in Salzburg, das Stadttheater Klagenfurt, das Landestheater Salzburg oder das Teatro del Giglio in Lucca. Hinzu kamen Auftritte auf Festspielbühnen, wie etwa bei den Seefestspielen Mörbisch oder den Haydn Festspielen in Eisenstadt unter Adam Fischer.
Das Repertoire des Baritons beinhaltet weiters Rollen aus zeitgenössischen Stücken wie den Christus in Harrison Birtwistles The Last Supper (OsterKlang Wien), den Peter in Herbert Willis Schlafes Bruder, die Titelpartie der Oper Franz Jägerstätter, oder Ben aus The Telephone von Gian Carlo Menotti (Wiener Wohnzimmeroper). 
Puhrer ist auch ein international gefragter Konzertsänger und Liedinterpret. Sein Repertoire umfasst sowohl Sakralmusik und Oratorien – besondere Beachtung erfuhren Händels Messiah und Bachs Weihnachtsoratorium im Wiener Musikverein, sowie Bachs Matthäus- und Johannes-Passion mit der Capella Savaria – als auch Konzertrepertoire, unter anderem Orffs Carmina Burana und Frank Martins Jedermann-Monologe (Philharmonisches Orchester Mexiko-Stadt), Bachs Magnificat (Seiji Ozawa) und h-Moll-Messe, Brahms’ Requiem und Beethovens Neunte Symphonie und Missa Solemnis sowie Samuel Barbers Dover Beach. Als Mahler-Spezialist hat er schon mehrmals die Gesellen-, Rückert- und Wunderhorn-Lieder mit verschiedenen Orchestern aufgeführt und auf CD eingespielt, u. a. mit dem ALEA Ensemble in einer Bearbeitung für Klavierquartett von Gerhard Präsent. 2010 entstand gemeinsam mit dem Pianisten David Lutz eine Aufnahme von Schuberts Winterreise.

## Repertoire (Auswahl)
Oper
- Almaviva – Le nozze di Figaro
- Giovanni – Don Giovanni
- Guglielmo – Così fan tutte
- Papageno – Die Zauberflöte
- Billy Budd – Billy Budd
- Sid – Albert Herring
- Ned Keene – Peter Grimes
- Graf Eberbach – Der Wildschütz
- Gambetto – Casanova
- Christ – Last Supper von Harrison Birtwistle
- Don Fernando – Fidelio
- Peter – Schlafes Bruder von Herbert Willi
- Sécuro – Koukourgi von Luigi Cherubini
- Harlekin – Ariadne auf Naxos
- Figaro – Il barbiere di Siviglia
- Dandini – La Cenerentola
- Malatesta – Don Pasquale
- Belcore – L’elisir d’amore
- Argante – Rinaldo
- Creonte – L’anima del filosofo – Orfeo ed Euridice von Joseph Haydn
- Bob – The Old Maid and the Thief
- Ben – The Telephone
- Marcello – La Bohème
- Sharpless – Madama Butterfly
- Gianni Schicchi – Gianni Schicchi
- Donner – Das Rheingold
- Uberto La serva padrona

Operette
- Leopold – Im weißen Rößl
- Falke – Die Fledermaus
- Don Pédro – La Périchole